# Provincia de Sir Daria
Sir Daria (en uzbeko: Sirdaryo viloyati) es una de las doce provincias que, junto con la República de Karakalpakistán y la ciudad capital Taskent, conforman la República de Uzbekistán. Su capital es Guliston. Está ubicada al centro-este del país, limitando al norte con Kazajistán, al este con Taskent, al sur con Tayikistán y al oeste con Yizaj. Con 5100 km² es la tercera entidad menos extensa —por delante de Taskent (ciudad) y Provincia de Andillán— y con 648 100 habs. en 2010, la menos poblada. Su nombre se debe al río  Sir Daria que la atraviesa.
El paisaje de la provincia es, fundamentalmente, desértico y su clima, continental aŕido presentando, por lo tanto, grandes variaciones de temperatura entre las estaciones.
Sirdarín se divide en 9 distritos administrativos. Además de la capital, otras ciudades importantes son: Baxt, Boyovut, Farhod, Qahramon, Sayhun, Sirdaryo, Shirin y Yangiyer.
La economía se basa en la ganadería y las cosechas de algodón y cereales, sustentadas por una desarrollada irrigación. La producción agrícola de menor importancia incluye plantas forrajeras, y variedades de hortalizas y frutas. La industria más desarrollada es la de materiales de construcción, sistemas de riego y de procesamiento de algodón. Sirdarín posee una de las centrales hidroeléctricas más grandes de Uzbekistán, que genera un tercio de la electricidad del país.